# Atractus emmeli
Atractus emmeli är en ormart som beskrevs av Boettger 1888. Atractus emmeli ingår i släktet Atractus och familjen snokar. Inga underarter finns listade.
Arten förekommer i Bolivia och Peru. Honor lägger ägg.